# Bjära

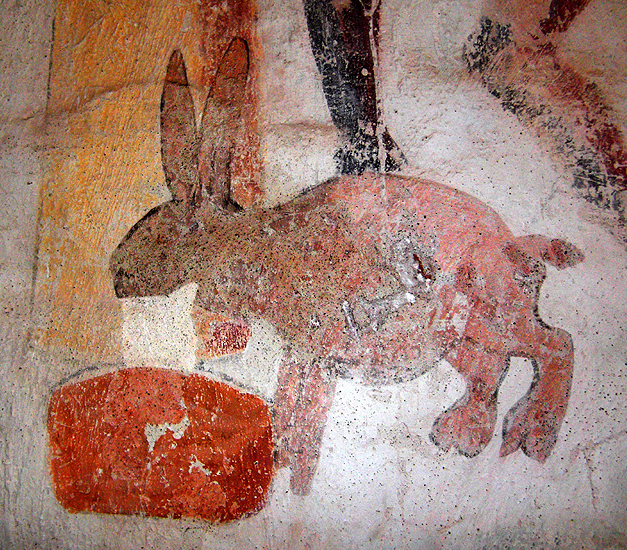
La liebre de la leche, pintura mural del siglo por Albertus Pictor en la La Iglesia Härkeberga de la Provincia de Upsala, Suecia.

Una bjära (mjölkhare, trollhare, pukhare, puken, trollkatten, baran, bärarn) era, en las creencias populares suecas, un ser característico que una bruja usaba para robar leche de las vacas de los vecinos. Una bjära podía ser una liebre (Småland), un gato o un pájaro (Dalarna) o un ovillo (Norrland).
La bjära podía ser creada partiendo de, por ejemplo, un ovillo a través de distintos rituales o la bruja podía haberlo conseguido también directamente del diablo. Se decía que si se dañaba la bjära se dañaba también a su dueño. La mucosidad del hongo trollsmör (Fuligo septica) era llamada a veces bjäradynga y se creía que podía revelar dónde vivían las mujeres culpables.
La primera descripción de cómo se fabrica una bjära es de un juicio por brujería en Söderala, Hälsingland, el 15-1-1597. La brujas, se decía entonces, utilizaban entre otros mantequilla, tierra, cenizas de trozos quemados de los marcos de las ventanas de sus futuras víctimas, metal de campanas de iglesia, sangre de sus propios dedos y serpientes vivas. Una descripción detallada de cómo se hace una bjära se encuentra anotada en Frostviken, Jämtland. Alrededor de una bola de pelo de gato o de pelo de ternera se enrollan, durante tres atardeceres de jueves consecutivos, hilos de lana de nueve colores y en el tercer atardecer se echan tres gotas de sangre del dedo meñique de la mano izquierda en el ovillo. Entonces la bjära se envía fuera para robar leche, se la lanza sobre el hombro izquierdo y se dice: "yo te he conseguido sangre, el diablo te dará valor. Debes recorrerte la tierra por mí, yo arderé por ti en el infierno". Cuando una bjära se destruía, su dueño solía, según las leyendas, mostrarse inmediatamente debido a su promesa de arder en lugar de la bjära.